# Свети Козма Етолийски (Арнеа)
„Свети Козма Етолийски“ (на гръцки: Ιερά Μονή Αγίου Κοσμά Αιτωλού Αρναίας) е православен женски манастир в паланката Арнеа (Леригово), Халкидики, Гърция, част от Йерисовската, Светогорска и Ардамерска епархия.

## Местоположение
Манастирът е разположен на 75 km от Солун и на 2 km от Арнеа, в югоизточните склонове на Холомонда.

## История
Според легендата на 23 юли 1943 година, денят в който българският окупационен корпус влиза в Леригово, Козма Етолийски се явява на благочестива жена и ѝ казва да не се страхува от нищо, тъй като той ще я пази. В 1952 година на мястото е изграден малък храм, а в 1984 година е поставен голям дървен кръст. В 1999 година е основан манастирът, който е първият в Гърция посветен на големия учител от XVIII век Свети Козма Етолийски.